# 中德里

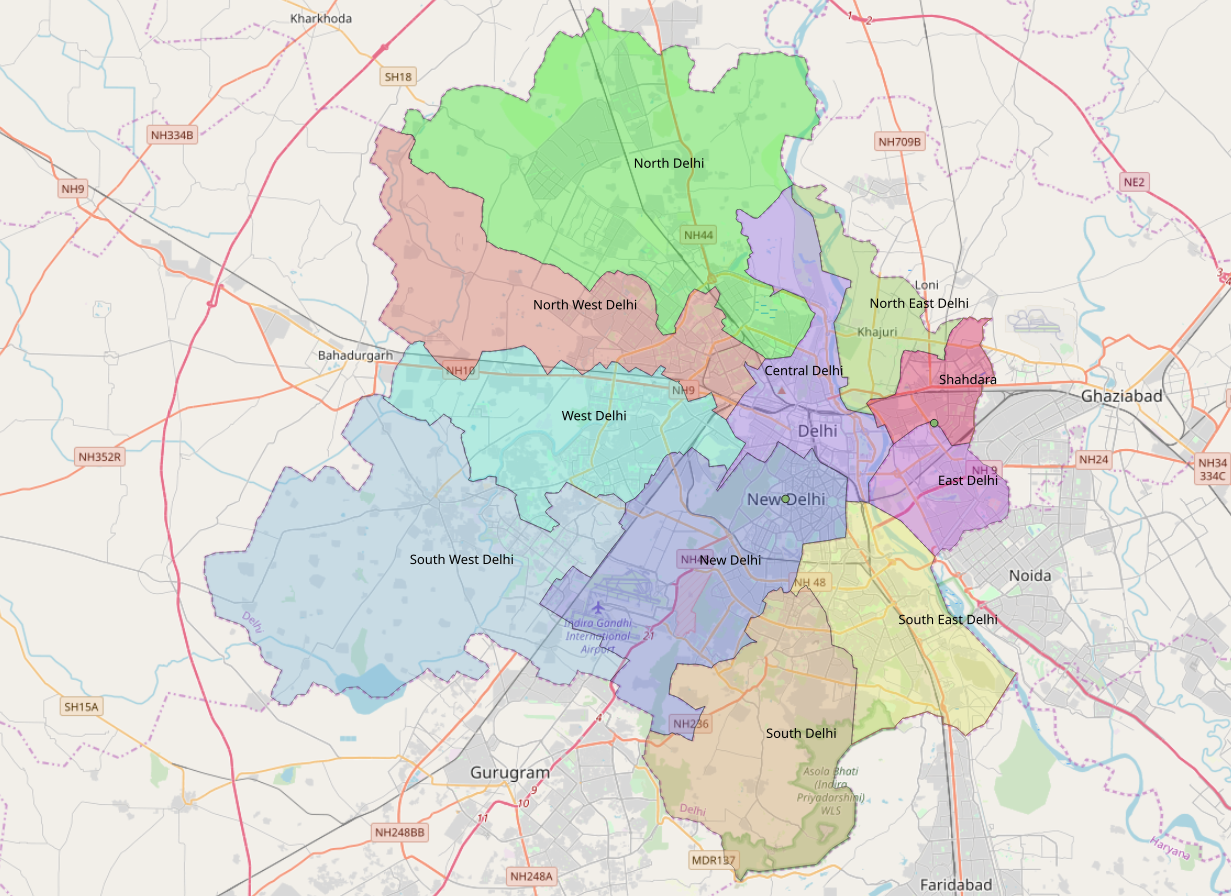
德里區劃图

中德里印度德里国家首都辖区的一个行政区，位于亚穆纳河以西。该区西临西德里与西北德里，北临北德里，南临新德里与東南德里，东临东德里，沙赫德拉与東北德里。总面积25 km², 总人口644,005 (2001年), 人口密度25,759 人/km².

## 行政区划
该区行政上分为3个分区，即Darya Ganj, Pahar Ganj,以及Karol Bagh。